# إي سن شن
إي سن شن (بالهانغل: 이순신 | بالهانجا: 李舜臣) هو قائد بحري كوري ولد في 28 أبريل سنة 1545 ومات في 16 ديسمبر سنة 1598. اشتهر إي سن شن بانتصاراته على البحرية اليابانية خلال حرب إمجن في سلالة جوسون، وهو محترم ليس بين الكوريين فقط بل أيضاً بين اليابانيين لسلوكه التي يضرب به المثل داخل وخارج المعركة. قارن المؤرخون العسكريون عبقرية إي سن شن البحرية بعبقرية الأدميرال هوراشيو نيلسون. لقبه «سامدو سغن تونغجيسا» (بالهانغل: 삼도수군통제사 | بالهانجا: 三道水軍統制使) يعني حرفياً «القائد البحري للمقاطعات الثلاث»، هذا اللقب كان مستخدماً في كوريا من قبل القادة البحريين حتى سنة 1896.
ادهش المشرفين على امتحان قبوله كجندي بسب اصراره على خوض الإمتحان حتى بعد كسر ساقه في اختبار الفروسية
أشهر إنجازات إي سن شن العسكرية حدثت في معركة ميونغنيانغ. استطاع إي سن شن تدمير 33 سفينة من أصل 133 سفينة يابانية باستخدام 13 سفينة كورية فقط في محاولة أخيرة لوقف اليابانيين من الوصول إلى العاصمة. وجه إي سن شن ضربة مدهشة للبحرية اليابانية.
مع أن إي سن شن لم يحصل على تدريب مسبق في البحرية كما أنه لم يدخل في معارك حربية مسبقة وظل دائماً بعدد قليل من السفن إلا أنه كان أحد القادة البحريين في تاريخ العالم الذي مات ولم يهزم أبداً رغم العدد الكبير من المعارك البحرية التي قادها (23 معركة على الأقل).
مات إي سن شن في معركة نوريانغ في 16 ديسمبر سنة 1598. أصيب إي سن شن برصاصة قاتلة مع قرب طرد اليابانيين من كوريا بالكامل. كلماته قبل وفاته كانت: «المعركة في أشدها، اضربوا طبول الحرب، لا تعلنوا موتي».
خلع البلاط الملكي على إي سن شن العديد من الألقاب الشرفية عليه، بما فيها لقب ما بعد الوفاة «تشنغموغونغ» (بالهانغل: 충무공 | بالهانجا: 忠武公 | دوق الولاء والنضال)، كما ألحق إي سن شن بجماعة «سونمو إلدنغ غونغشن» (بالهانغل: 선무일등공신 | 宣武一等功臣 | جماعة الاستحقاق العسكري من الدرجة الأولى خلال حكم الملك سونجو) كما أعطي لقبين وظيفيين آخرين هما «يونغيجونغ» (بالهانغل: 영의정 | بالهانجا: 領議政 | رئيس الوزراء) ولقب «دوكبنغ بوونغن» (بالهانغل: 덕풍부원군 | بالهانجا: 德豊府院君 | دوكبنغ أمير البلاط). ما زال إي سن شن بطلاً مبجلاً بين الكوريين إلى اليوم.

## حياته
ولد إي في شارع (Geoncheon-dong)، جوسون (العاصمة آنذاك، في الوقت الحالي (Inhyeon-dong)، منطقة جونغ، سول). لكنه قضى فترة مراهقته وفترة البلوغ المبكرة قبل اجتياز الفحص العسكري في آسان حيث يعيش أقارب والدته، وهناك يوجد مزار له الآن.
كانت عائلته جزءًا من عشيرة دوكسو إي الكورية. تقاعد جده إي بَيغ نوك (이백 록 ؛ 李百祿) من السياسة عندما تم إعدام المصلح الكونفوشيوسي جو غوانغ جو في مذبحة التطهير الثالثة عام 1519 وانتقل إلى قرية بالقرب من مكان دفن جو. وبالمثل، أصيب والد إي سن شن، إي جيونغ (이정, 李貞) بخيبة أمل من السياسة ولم يدخل الخدمة الحكومية كما هو متوقع من عائلة يانغبان النبيلة. ومع ذلك، فإن الاعتقاد الشائع بأن إي سن شن كان يعاني من طفولة صعبة بسبب ارتباط عائلته بجو (كما هو موضح في المسلسل التلفزيوني Immortal Admiral Yi Sun-sin) هو امر غير صحيح.
أحد أهم الأحداث في حياته المبكرة كان لقاؤه ب ريو سونغ ريونغ (류성룡 ؛ 柳成龍 ؛ 1542-1607) وصداقته له، وهو عالم بارز تولى منصبا مهما آنذاك، وكان في قيادة الجيش خلال الغزوات اليابانية لكوريا (1592-1598).
في صغره، لعب إي ألعاب الحرب مع الفتية الآخرين، حيث أظهر موهبة قيادية ممتازة في سن مبكرة وبنى قوسه الخاص وقذ سهامه عندما كان مراهقا. كما أصبح إي بارعاً في قراءة وكتابة الهانجا.

## حياته العسكرية
في عام 1576، اجتاز إي الفحص العسكري (무과 ؛ 武 科). وقد ذُكر أن إي قد أثار إعجاب الحكّام بمهارته في الرماية، لكنه فشل في اجتياز الاختبار عندما كسر قدمه أثناء فحص سلاح الفرسان. بعد أن عاد إي إلى الامتحان واجتازه، كان إي في سن الثانية والثلاثين حيث تم تعيينه في المنطقة العسكرية بوكبيونج (جيش الحدود الشمالية) في مقاطعة هامجيونج. هناك، شهد إي معارك الدفاع عن المستوطنات الحدودية ضد لصوص الجورشن وسرعان ما أصبح معروفًا بمهاراته القيادية الاستراتيجية.
في عام 1583، استدرج الجورشن إلى معركة وهزمهم، وأسر رئيسهم، مو باي ناي. بعد ذلك، ووفقا لتقليد شائع حينذاك، قضى إي ثلاث سنوات خارج الجيش عند سماعه خبر وفاة والده. بعد عودته إلى الخط الأمامي، قاد إي سلسلة من الحملات الناجحة ضد الجورشن.
مع ذلك، فإن تألق إي وإنجازاته في وقت قصير من حياته المهنية جعل رؤسائه يشعرون بالغيرة، حيث اتهموه زوراً بالفرار أثناء المعركة. قاد هذه المؤامرة الجنرال إي إيل (이일 ؛ 李 鎰 ؛ 1538–1601)، الذي فشل لاحقًا في صد الغزو الياباني في معركة سانجو. كان هذا الميل إلى التخريب والتلفيق ضد الخصوم شائعًا جدًا في السنوات الأخيرة حكم جوسون. تم تجريدإي من رتبته وسجنه وتعذيبه. بعد إطلاق سراحه، سُمح لـإي بالقتال كجندي. وبعد فترة قصيرة من الزمن، تم تعيينه كقائد لسول هونريون وون (مركز تدريب عسكري) وتم نقله لاحقًا إلى مقاطعة صغيرة، ليكون قاضيها العسكري.
تمت مكافأة جهود إي في كوريا الشمالية عندما تم تعيينه كقائد لمنطقة مقاطعة جولا البحرية اليسرى. وفي أواخر عام 1590، تسلم أربعة مناصب عسكرية في غضون بضعة أشهر، ومع كل منصب كان إي يُحَمّل بمسؤوليات أكبر من الاتي قبلها، حيث تسلم إي منصب قائد حامية كوساريجن في مقاطعة بيونغان ومنصب قائد حامية مانبو، أيضًا في مقاطعة بيونغان وقائد حامية واندو، في مقاطعة جولا واخيرا قائد للمنطقة البحرية اليسرى من جولا.
كان البلاط الملكي في حالة من الارتباك حول إمكانية نشوب حرب مع اليابان، والتي كانت آنذاك موحدة تحت حكم تويوتومي هيده-يوشي، والوضع غير المستقر في منشوريا حيث كان نورهس، الزعيم الشاب للجورشن، يجمع قوته. سيصبح لاحقا أحفاد نورهس سادة الصين كمؤسسين لأسرة تشينغ في غضون عقود قليلة بعد غزو كوريا في 1627 و1637.
تولى إي منصبه الجديد في يوسو في اليوم الثالث عشر من الشهر القمري الثاني عام 1591 (13 مارس 1591). من هناك، تمكن من القيام ببناء البحرية الإقليمية، والتي تم استخدامها فيما بعد لمواجهة قوة الغزو اليابانية. بعد ذلك، بدأ في تعزيز البحرية بسلسلة من الإصلاحات، بما في ذلك بناء سفينة السلحفاة.

### الغزو الياباني لكوريا (1592–1598)
يُذكَر إي بانتصاراته العديدة ضد اليابانيين خلال غزوهم لكوريا (1592–1598). ومن بين انتصاراته الثلاثة والعشرين، كانت معركتي ميونغنيانغ وجزيرة هانسان تعدان أشهر المعارك.
في عام 1592، أعطى تويوتومي هيده-يوشي الأمر بغزو كوريا واستخدامها كقاعدة أمامية لغزو الصين التي كانت تحت حكم سلالة مينغ. بعد أن هاجم اليابانيون بوسان، بدأ إي عملياته البحرية من مقره في يوسو. وعلى الرغم من أنه لم يسبق له قيادة معركة بحرية في حياته، فقد فاز في معركة أوكبو، ومعركة ساتشيون، والعديد من المعارك الأخرى وبتتابع سريع. سلسلة انتصاراته جعلت الجنرالات اليابانيين حذرين فجأة من هذا التهديد البحري.
كان هيديوشي على دراية كاملة بضرورة السيطرة على البحار أثناء الغزو. بعد أن فشل في توظيف اثنان من سفن الغالينز البرتغالية، قام بزيادة حجم أسطوله الخاص إلى 1700 سفينة، مفترضا أن بإمكانه أن يتغلب على بحرية جوسون بالتفوق العددي.
كان هناك العديد من الأسباب التي ساهمت بالنجاحات الكبيرة لحملات إي ضد الأساطيل اليابانية. فقد كان إي يستعد للحرب عن طريق التحقق من وضع جنوده ومخزونه من الغذاء والمؤن واللوازم، ويقوم باستبدالهم عند الضرورة. كذلك قام إي بإحياء وبناء سفينة السلحفاة، والتي كانت عاملاً مهمًا في انتصاراته. كان لدى إي أيضًا قدر كبير من المعرفة حول الساحل الكوري الجنوبي وكان يخطط معاركه بلاستفادة من المد والجزر والمضايق.
كان إي قائدًا ذا كاريزما، وكان قادرًا على الحفاظ على معنويات جنوده على الرغم من نقص الإمدادات والغذاء باستمرار، والأخبار المستمرة عن خسائر كورية لا حصر لها في المعارك البرية. وفي بعض السجلات، ذُكر أن إي ذهب إلى حد تحقيق بعض رغبات جنوده المحتضرين شخصيا. لقد برهن ولاءه للناس من خلال معاملتهم باحترام والقتال معهم حتى عند تعرضه للخطر. بهذا، أصبح الأدميرال إي ذا شعبية كبيرة بين جنوده والشعب، حيث كان الناس يزودونه في كثير من الأحيان بتقارير استخبارية معرضين انفسهم لخطر كبير.
كانت سفن جوسون حينذاك أقوى من السفن اليابانية من الناحية الهيكلية. وكذلك كانت يمكن أن تحمل 20 مدفعًا على الأقل، مقارنة باليابانية التي تحمل 4 مدافع. وكانت المدافع اليابانية المثبتة على السفن دون تلك الكورية في النطاق والقوة. تم تجاهل تطوير المدافع من قبل الحكومة الكورية، لذلك عمل الجنرال إي على اظهار مدى التطور التكنولوجي في هذا الأمر حينها. لهذا، كان لدى الجانب الكوري عدة أنواع مختلفة من المدافع تحت تصرفهم في المعركة.
كان الأدميرال إي مخططًا بحريًا ممتازًا. وكان أقوى تكتيك للبحرية اليابانية هو الاقتراب من سفن العدو والانخراط في القتال اليدوي. كانت السفن الكورية (البانوكسيون) أبطأ من السفن اليابانية، لذلك كان لدى إي مساحة صغيرة للخطأ لإبطال تكتيك البحرية اليابانية ذاك. كان قادرًا على القيام بذلك في كل اشتباك بحري يقوده.
مع تألق عبقرية إي التخطيطية التي كانت واضحة طيلة الحرب، نمت إسطورته. وفي ما يمكن اعتباره أكبر انتصار له في معركة ميونغنيانغ، أثبت إي قوته، حيث خاض معركة ب 13 سفينة بحرية كورية، في حين كان لدى اليابانيين 333 سفينة على الأقل (133 سفينة حربية، 200 سفينة من الدعم الوجستي).
اجبرت سيطرة إي الكاملة على البحار اليابانيون في النهاية على التراجع، مما أبقى جوسون آمنًة من غزو ياباني آخر حتى نهاية الحرب.

#### الحملات الأربع عام 1592

خريطة الحملات البحرية للأدميرال إي سن شن - 1592

هبطت القوات اليابانية في المدن الساحلية، بوسان وداداجين، على الطرف الجنوبي من جوسون. استولى اليابانيون، دون مواجهة أي مقاومة بحرية، بسرعة على هذه الموانئ وبدأوا في الأتجاه شمالًا. وصلوا إلى سول في تسعة عشر يومًا فقط، في 2 مايو 1592، بسبب عدم الكفاءة العسكرية لجيش جوسون، خاصة في معركة سانجو والفشل في الدفاع عن طريق جوريونج .
بعد الاستيلاء على هانسونغ وبيونغ يانغ، خطط اليابانيون لعبور نهر يالو إلى الأراضي الصينية، واستخدموا مياه غرب شبه الجزيرة الكورية لتجهيز الغزو. ومع ذلك، كان إي سن شن قادرًا على البقاء على علم بجميع أنشطة العدو.

##### الحملة الأولى
لم يدرس إي أبدًا الحرب البحرية رسميًا في وقته المحدود في الأكاديمية العسكرية، ولم يختبر هو ولا مرؤوسيه قتالًا بحريًا قبل الغزو الياباني.
في 13 يونيو 1592، أبحر الأدميرال إي سن شن والأدميرال إي إيك-جي (이억기 ؛ 李 億 祺 ؛ 1561–1597)، قائد بحرية مقاطعة جولا اليمنى مع 24 من السفن الكورية (بانوكسيون) و15 سفينة حربية صغيرة و46 قاربًا (قوارب صيد) ووصلوا إلى مياه مقاطعة جيونج سانج عند غروب الشمس. في اليوم التالي، أبحر أسطول جولا إلى الموقع المحدد حيث كان من المفترض أن يلتقي بهم الأدميرال وون جيون (원균 ؛ 元 均 ؛ 1540-1597)، ووتم اللقاء في 15 يونيو. بدأت قافلة السفن المكونة من 91 سفينة بالإبحار حول جزيرة جوجي، حيث كانو متجهين إلى جزيرة كادوك، لكن السفن الإستطلاعية كشفت وجود 50 سفينة يابانية في ميناء أوكبو.
 عند رؤيتهم للأسطول الكوري، عاد اليابانيون الذين كانوا منشغلين بالنهب إلى سفنهم، وبدأوا بالفرار. عند هذا، حاصر الأسطول الكوري السفن اليابانية ودمرها بالقصف المدفعي. jl تم رصد خمس سفن يابانية أخرى في تلك الليلة، ودُمِر منها اربع سفن. في اليوم التالي، اقترب الاسطول الكوري من 13 سفينة يابانية في جيوكينبو. وعلى نفس الوتيرة في أوكبو، دمر الأسطول الكوري 11 سفينة يابانية وأكمل معركة أوكبو دون خسارة سفينة واحدة.

##### الحملة الثانية
بعد حوالي ثلاثة أسابيع من معركة أوكبو،  أبحر الأدميرال إي والأدميرال وون بإجمالي 26 سفينة (23 منها تحت قيادة الأدميرال إي) نحو خليج ساتشيون حيث تلقوا تقرير استخباراتي عن وجود ياباني. كانت سفينة السلحفاة قد اكتملت حديثا، وكان إي يتقدم بها السفن الأخرى في اسطوله  أمر الأدميرال إي الأسطول بالتظاهر بالانسحاب، مما دفع اليابانيين إلى ملاحقة الأسطول الكوري بفارغ الصبر بـ 12 سفينة. مع سحب السفن اليابانية بعيدا عن الميناء، ردت البحرية الكورية، وبقيادة سفينة السلحفاة، نجحوا في تدمير جميع السفن الإثني عشر. أصيب الأدميرال إي برصاصة في كتفه الأيسر، لكنه نجا منها.
في 10 يوليو 1592، دمر الأسطول الكوري 21 سفينة يابانية في معركة دانجبو. وفي 13 يوليو، دمروا 26 سفينة حربية يابانية في معركة Danghangpo.

##### الحملة الثالثة
كرد فعل على نجاح البحرية الكورية في الصد، أرسل هيده-يوتشي في طلب ثلاث من الأدميرالات من مواقع برية: واكيساكا ياسوهارو وكاتو يوشياكي وكوكي يوشيتاكا. وكان الأدميرالات قد وصلوا بوسان قبل تسعة أيام من إصدار أمر هيديوشي، وجهزوا اسطولا لمواجهة البحرية الكورية. في النهاية أكمل الأدميرال واكيساكا تحضيراته، وبسبب اندفاعه وحماسته للفوز بالشرف العسكري، شن هجوما ضد الكوريين دون انتظار انتهاء الأدميرالات الأخرين.
كانت البحرية الكورية المشتركة المكونة من 70 سفينة  تحت قيادة الأدميرالان إي سن شن إي يوك-جي تنفذ عمليات بحث وتدمير (Search and destroy) لأن القوات اليابانية على البركانت تتقدم إلى مقاطعة جولا. كانت مقاطعة جولا هي الأراضي الكورية الوحيدة المتبقية والتي لم تطلها العمليات العسكرية الكبرى. وكانت بمثابة موطن للأميرالات الثلاثة والقوة البحرية الكورية. قرر الأدميرال إي بأنه من الأفضل تدمير القوة البحرية اليابانية للحد من الغزو البري للمنطقة. في 13 أغسطس 1592، تلقى الأسطول الكوري الذي كان مبحرًامن جزيرة ميروك في دانجبو معلومات استخبارية محلية تفيد بأن أسطولًا يابانيًا كبيرًا كان يقترب منهم. في صباح اليوم التالي، رصد الأسطول الكوري الأسطول الياباني المكون من 82 سفينة راسية في مضيق جيونريانج. وبسبب ضيق هذا المضيق والخطر الذي تشكله الصخور تحت الماء، أرسل الأدميرال إي ست سفن لسحب 63 سفينة يابانية إلى البحر الأوسع،  وفعلا تبعهم الأسطول الياباني. هناك كان الأسطول الياباني محاطًا بالأسطول الكوري في شكل نصف دائري يسمى «الأجنحة المفتوحة» (crane wing) (학익진) أو شكل الهلال. ومع وجود ثلاث من سفينة السلحفاة (اكتملت اثنتان منها حديثًا) تقود الاشتباك ضد الأسطول الياباني، أطلقت السفن الكورية وابل من قذائف المدفعية على السفن اليابانية. انخرطت السفن الكورية في معركة مفتوحة (free-for-all battle) مع السفن اليابانية، وحافظوا على مسافة كافية لمنع اليابانيين من الصعود؛ سمح الأدميرال إي بالمناوشات (melee combat) فقط ضد السفن اليابانية المتضررة بشدة.
انتهت المعركة بانتصار الجانب كوري، وكانت الخسائر اليابانية تقدر بـ 59 سفينة - دمر 47 منها وأسر الـ 12 المتبقية في معركة جزيرة هانسان. تم إنقاذ العديد من أسرى الحرب الكوريين من قبل الجنود الكوريين خلال القتال. استطاع الأدميرال واكيساكا الهرب بسبب سرعة سفينته. عندما وصلت أنباء الهزيمة في معركة هانزاندو إلى تويوتومي هيده-يوشي، أمر القوات اليابانية بوقف جميع العمليات البحرية.
في 16 أغسطس 1592، قاد إي سن شن إسطوله إلى ميناء أنجولبو حيث تم إرساء 42 سفينة يابانية.

##### الحملة الرابعة
في سبتمبر 1592، غادر إي قاعدته في جزيرة هانسان وهاجم اليابانيين في ميناء بوسان. سحب إي قواتهه من ميناء بوسان بعد المعركة بسبب عدم وجود قوة مساندة.

##### ما بعد الحملات الأربع
انتصر إي في كل معركة (ما لا يقل عن 15) من معارك الحملات الأربع لعام 1592. وأسفرت حملاته عن غرق مئات السفن الحربية اليابانية ووسائل النقل وسفن الإمداد وأيضا آلاف الضحايا من جنود البحرية اليابانية.
في عام 1593، تم تعيين الأدميرال إي لقيادة القوات البحرية المشتركة للمقاطعات الجنوبية الثلاث تحت لقب القائد البحري للمقاطعات الثلاث (삼도 수군 통제사 ؛ 三 道 水 軍 統制 使) الذي منحه القيادة على القوات البحرية لمقاطعة جولا اليمنى واليسرى والقوات البحرية لمقاطعة جيونج سانج اليمنى واليسرى ايضًا والقوات البحرية في مقاطعة تشنج تشونج.

#### سفينة السلحفاة

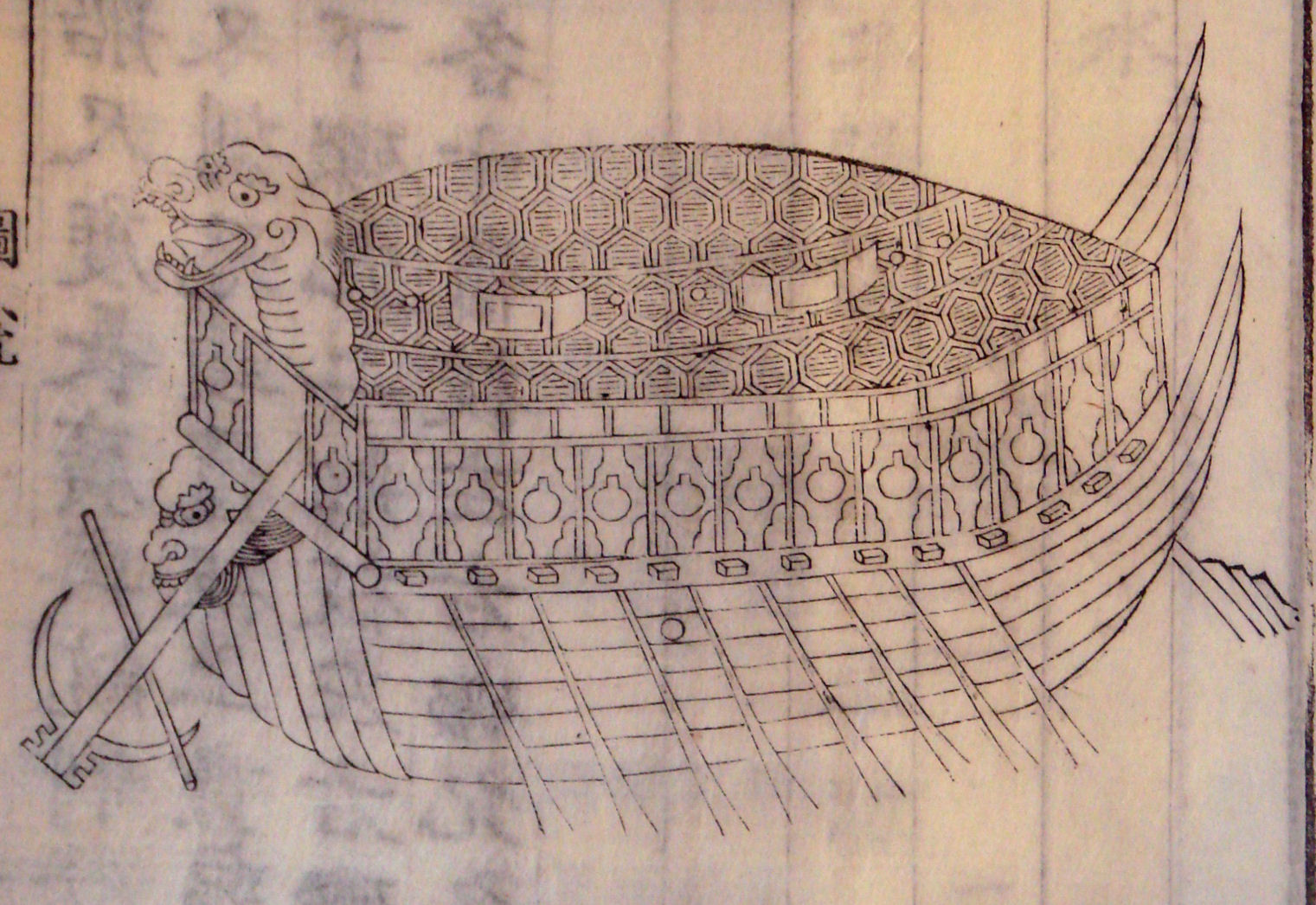
رسم لسفينة السلحفاة من القرن السادس عشر

كان من أعظم إنجازات إي هو إحياء وتحسين سفينة السلحفاة (بالكورية: 거북선 ؛ بالصينية: 龜 船). من خلال عقله الخلاق ودعم مرؤوسيه، كان إي قادرًا على ابتكار سفينة السلحفاة. ويقال أيضا بأنه لم يتم اختراع سفينة السلحفاة بالفعل من قبل الأدميرال إي؛ بل هو قام بتحسين تصميم أقدم تم اقتراحه في عهد الملك تايجونغ.
كانت سفن السلحفاة تحمل 11 مدفعًا على كل جانب من السفينة، بلأضافة إلى اثنين على كل من الصارم ومقدمة السفينة. وكان رأس السفينة على شكل تنين. حمل الرأس نفسه ما يصل إلى أربعة مدافع، وكان يبعث ستارة من الدخان، إلى جانب مظهره الشرس، كان هذا بداعي استخدامه في الـحرب النفسية. كانت جوانب سفينة السلحفاة مليئة بثقوب أصغر من أن يتم خلالها إطلاق السهام والمدافع وقذائف الهاون. وكان السقف مغطى بألواح خشبية ومسامير طويلة مدببة. كان الغرض من هذا هو منع العدو من ركوب السفينة. كانت جوانب السفن اليابانية أكبر حجمًا وأعلى من سفن السلحفاة، وبالتالي، منعت المسامير الطويلة العدو من الهبوط على السطح دون المخاطرة بالتخزوق. كذلك كانت السلحفاة تحمل صاريين يحملان شراعين كبيرين. كما تم توجيه سفينة السلاحف وتشغيلها بعشرين مجذاف، تم تحريك كل من هذه المجاذيف من قبل رجلين خلال الظروف الإعتيادية وخمسة في البحار العنيفة أو خلال القتال.
هناك جدل مستمر حول ما إذا كان لسفينة السلحفاة سطحين أم ثلاثة. لا يزال المؤرخون لا يملكون إجابة قاطعة. أيا كان، فمن الواضح أن سفينة السلحفاة استخدمت طوابق متعددة لفصل المجدفين عن مقصورة القتال. وقد أعطى ذلك سفينة السلحفاة ميزة الحركة بشكل فعال حيث مكنها من استخدام الرياح والقوى العاملة في وقت واحد. معظم الباحثين في هذا الشأن يؤيدون بأنه كان للسلحفاة سطحين لأن هذا هو ما تم رسمه في التصاميم الأولى والثانية لسفن السلحفاة. ويؤكد البعض من المؤرخين أنه نظرًا لأن إي كان فريدًا وكثيراً ما كان يتبع أفكارًا مبتكرة (على عكس االمألوف من أقرانه)، فمن الممكن أن يكون قد تم بناء سفينة السلحفاة بثلاث طوابق. ومما يدعم هذه الحجة أيضا أن سفينته، البانوكسيون، كانت بثلاثة طوابق خلال حملاته.
لم تتبع البحرية الكورية آنذاك إستراتيجية صعود السفن والقتال القريب التي اتبعتها البحرية اليابانية، لذلك كان من الضروري أن تبقى السفن الحربية اليابانية على مسافة من السفن اليابانية. جعل الأدميرال إي من هذا أولوية في خططه لتجنب القتال اليدوي. فتم تطوير سفينة السلحفاة لدعم هذا التكتيك ضد الأساطيل اليابانية.
تم استخدام سفن السلاحف لأول مرة في معركة ساتشيون (1592) واستخدمت في كل معركة تقريبًا حتى معركة تشيلكونيرانج المدمرة. لم تظهر سفن السلحفاة مرة أخرى حتى معركة نوريانغ.
استخدمت سفن السلحفاة في الغالب في مقدمة الهجوم. وكانت بأفضل عملها في المناطق الضيقة وحول الجزر بدلاً من البحر المفتوح.

#### مؤامرة العميل المزدوج اليابانية
أصبحت إنتصارات إي الواحدة تلو الأخرى، مصدر قلق لهيده-يوشي وقادته بينما كانو يقتربون من بوسان. هاجم إي السفن باستمرار وأخَّر تلك التي تجلب المؤن والأسلحة والتعزيزات لليابانيين. وفي مرحلة ما، تم إيقاف الغزو بالكامل قبل مهاجمة بيونغيانغ عندما فشلت الإمدادات والقوات في الوصول إلى الفرقتين الأولى والثانية.
قام هيده-يوشي بالتعديلات اللازمة، حيث تم في بوسان تعزيز السفن الحربية اليابانية وإضافة بعض المدافع إلى السفن الكبيرة. تجمَّع الأسطول في مكان لا تطاله المدافع الثقيلة المنصوبة للدفاع عن الميناء والتي أخرجت من مستودع الأسلحة. مع ذلك، عرف اليابانيون أنه من أجل اجتياح ناجح لجوسون، كان يجب القضاء على إي. حيث لن يوجد سفينة يابانية واحدة آمنة طالما كان إي في البحر.
استفاد اليابانيون من التنافس الشديد الذي كان موجودا آنذاك في جوسون. وكانت خطتهم أَن أُرسلوا عميل ياباني مزدوج يُدعى يوشيرا إلى الجنرال جوسون كيم جيونج سيو (김경 서 ؛ 15 ؛ 1564–1624)، واستطاع إقناع الجنرال بأنه سيتجسس على اليابانيين. استمر يوشيرا في لعب هذا الدور حتى بدأ كيم في تصديق كل ما يقوله.
ذات يوم، أخبر الجاسوس الجنرال كيم جيونج سيو أن الجنرال الياباني كاتو كيومسا سيأتي في وقت معين برفقة أسطول كبير. حصل الجنرال كيم على الإذن بإرسال القوات لمواجهة هذا الأسطول، فأرسل أمره للأدميرال إي بقيادة الهجوم. رفض إي هذا الأمر لمعرفته بأن الموقع الذي قدمه الجاسوس كان مملوءَا بالصخور المغمورة وبالتالي كان شديد الخطورة. كذلك كان رفضه لانه لم يكن يثق بكلام الجواسيس.
عندما أبلغ الجنرال كيم الملك برفض الأدميرال إي، إنتهز أعداء إي في الفرصة وأصروا على استبداله بالجنرال وون جيون، القائد السابق للأسطول الغربي لمقاطعة جيونغ سانغ وقائد القوات البرية لمقاطعة جولا. ونصحوا كذلك باعتقاله.
ونتيجة لذلك، في عام 1597، تم إعفاء إي من واجباته في القيادة، وتم وضعه قيد الاعتقال، واقتيد إلى سول ليتم سجنه. أراد الملك سونجو أإي ميتًا، لكن أنصار الأدميرال في المحكمة، وعلى رأسهم الوزير جيونج تاك (정탁 ؛ 鄭 琢 ؛ 1526-1605)، أقنعوا الملك بالعدول عن هذا إكراما لخدماته السابقة. كان رئيس الوزراء،ريو سونغ ريونغ، الذي كان صديق طفولة إي وداعمه الرئيسي، صامتًا خلال هذه الساعة الحاسمة. ورغم اسقاط حكم الإعدام، تم تخفيض رتبة الأدميرال إي مرة أخرى إلى رتبة جندي مشاة عادي تحت قيادة الجنرال غون يال. كانت هذه العقوبة أسوأ من الموت لجنرالات جوسون في ذلك الوقت، حيث كان الشرف هو ما يعيشون لأجله.
كان رد إي على هذا الإذلال بالطاعة، وواصل عمله بحلم واعتبر رتبته ومكانه لائقين. وعلى الرغم من رتبته المنخفضة، عامله العديد من الضباط باحترام، لأنهم كانوا يعرفون بأن الأدميرال لم يرتكب أي خطأ. سيبقى إي تحت قيادة الجنرال غون يال لفترة قصيرة حتى وفاة غون في معركة تشيلكونيرانج، ومن ثم سيتم إعادته إلى منصبه.

#### هزيمة جوسون في معركة تشيلكونيرانج وإعادة تنصيب الأدميرال إي
مع تجريد إي من نفوذه وانهيار المفاوضات عام 1596، أمر هيده-يوشي بشن هجوم أخر على جوسون. بدأ الغزو الياباني الثاني في الشهر الأول من عام 1597 بقوة 140.000 رجل تم نقلهم على 1000 سفينة. وردا على ذلك، أرسلت الصين الآلاف من التعزيزات لمساعدة مملكة جوسون. وبمساعدة من مينغ، تمكن جيش جوسون من وقف الهجوم الياباني وردهم للخلف خلال شتاء عام 1597، قبل أن يتمكن اليابانيون من الوصول إلى هانسونغ. في أعالي البحار، فشل خليفة إي وون جيون في الرد على التقارير الواردة من مستطلعيه وسمح لليابانيين بالحصول على تعزيزات في ميناء سوسانغ بعد هجومهم البري وعدم وجود مقاومة. بدون أرسال استطلاعات أو عمل تخطيط مناسب، قرر وون جيون المهاجمة باستخدام القوة البحرية بأكملها في جوسون، حيث كان الأسطول يتكون من 150 سفينة حربية يديرها 30.000 رجل تم تجميعهم وتدريبهم بعناية من قبل الأدميرال إي. غادر وون جيون مرساه في يوسو مع الأسطول وأبحر في مياه تتميز بوجود الصخور الخطرة المغمورة، حيث نصب اليابانيون كمينًا لأسطول جوسون في معركة تشيلكونيرانغ في 28 أغسطس 1597. لجهله بقوة العدو وتنظيمه، صُعِق وون بوجود من 500 إلى 1000 سفينة إقتربت بسرعة من الأسطول الكوري لبدأ المعارك القريبة بين الجنود، مما حرم أسطول جوسون من مزايا التفوق البحري ونيران المدافع. كان بحارة جوسون المنهكين يذبحون بشكل جماعي على متن السفن من قبل البحارة اليابانيين الذين يفوقونهم عددا.
تم تدمير أسطول جوسون بالكامل ما عدا 13 سفينة حربية فقط تحت قيادة الأدميرال باي سول، الذي فر قبل بدء المعركة لإنقاذ السفن التي كانت تحت قيادته. بعد تدمير أسطول جوسون، هرب وون جيون والقائد إي إيك-جي، إلى جزيرة مع مجموعة من الناجين لكنهم قتلوا على أيدي جنود يابانيين كانوا بإنتظارهم. كانت معركة تشيلكونيرانج الانتصار البحري الوحيد لليابانيين خلال الحرب ضد جوسون. عندما علم الملك سيونجو والمحكمة الملكية بالهزيمة الكارثية للأسطول البحري، أصدروا عفواً عن إي وأعادوه إلى منصبه كقائد لأسطول جوسون الذي لم يتبق منه الكثير.

#### معركة ميونغنيانغ
حدد الأدميرال إي مواقع السفن الحربية الـ 13 وحشد 200 بحار ممن نجوا من اخر معركة مع اليابانيين. بلغ إجمالي أسطول الأدميرال إي 13 سفينة، من ضمنها سفينة القيادة، ولم يكن هناك وجود لسفينة السلحفاة. اعتقادًا منه بأن أسطول جوسون لن يكون بالإمكان الاعتماد عليه، أرسل الملك سيونجو مرسومًا إلى الأدميرال إي للتخلي عن السفن الحربية وأخذ رجاله للانضمام إلى القوات البرية تحت قيادة الجنرال غون يال. كان رد الأدميرال إي برسالة مكتوبة: «... خادمك ما زال يملك اثني عشر سفينة تحت قيادته وهو لا يزال على قيد الحياة، وأن العدو لن يكون آمنًا في البحر الغربي».
بعد انتصارهم في تشيلتشونريانغ، أبحر الأدميرالات اليابانيون كوروشيما ميتشيفوسا وتودو تاكاتورا وكاتو يوشياكي وواكيساكا ياسوهارو من ميناء بوسان بأسطول يضم أكثر من 300 سفينة، وهم على ثقة من قدرتهم على هزيمة الأدميرال إي. إن القضاء على أسطول جوسون يعني حركة غير محدودة للإمدادات والتعزيزات من اليابان من أجل الحملة الهجومية على الأرض التي باتجاه هانسونج وما بعدها.
بعد دراسة متأنية لساحات المعارك المحتملة، وفي أكتوبر 1597، استدرج الأدميرال إي الأسطول الياباني إلى مضيق ميونغنيانغ،  عن طريق إرسال سفينة حربية سريعة لتقترب من القاعدة البحرية اليابانية ولإستدراج الأسطول الياباني للخروج من المرسى. افترض اليابانيون أن هذه كانت سفينة إستطلاعية لجوسون وأن ملاحقتها ستؤدي إلى كشف موقع الأميرال إي، مما يمنحهم الفرصة للقضاء على الأدميرال وبقايا أسطول جوسون.
كانت هناك عدة أسباب وراء قرار الأدميرال إي بإتخاذ هذا المكان للمعركة. كان لمضيق ميونغ يانغ تيارات ودوامات قوية للغاية لدرجة أن السفن لا يمكنها تدخل بأمان بأعداد كبيرة في وقت واحد. ينعكس تدفق المد والجزر بين الشمال والجنوب كل ثلاث ساعات، مما يحد من الوقت الذي يمكن أن يشن فيه اليابانيون هجومًا. كان المضيق ضيقًا بما فيه الكفاية بحيث يكون من المستحيل على اليابانيين أن يحيطوا بأسطول جوسون الأقل من ناحية العدد. زودت الظلال الداكنة للتلال المحيطة سفن جوسون بالتغطية المناسبة. في ذلك اليوم بالذات، كان الضباب شديدًا، مما قلل بشكل كبير من الرؤية لصالح أسطول جوسون. لذلك، على الرغم من كون الأسطول الياباني يفوق الكوري عددًا، استخدم الأدميرال إي التضاريس للتغلب على ميزة التفوق العددي للبحرية اليابانية.
دخل الأسطول الياباني المكون من حوالي 333 سفينة (133 سفينة حربية و200 سفينة دعم لوجستي على الأقل) مضيق ميونغ يانغ في مجموعات. واجهت السفن اليابانية التي نجحت في العبور سفن جوسون ال 13، محجوبة بظلال التلال المحيطة، مجهزة برماة السهام والمدافع، ووجد اليابانيون الذين يعتمدون على الإشتباك القريب أنفسهم غير قادرين على القتال بفعالية واختراق نيران جوسون. تسببت التيارات الغير متوقعة في نهاية المطاف في إحداث فوضى في صفوف اليابانيين، حث وجدوا أنفسهم غير قادرين على المناورة بالسفن واصطدمت سفنهم ببعضها البعض عندما انعكس المد، صنع هذا أيضًا هدفًا مثاليًا لمدفعية جوسون البحرية. إستطاع إي بهذه الخطة هزيمة السفن اليابانية التي تفوقه عددًا بشكل كبير. تم تدمير أو إتلاف حوالي 31 من الـ 333 سفينة اليابانية التي دخلت مضيق ميونغ يانغ. من ناحية أخرى، كانت خسائر جوسون حوالي عشرة ضحايا ولم يفقدوا أي سفن. قتل كوروشيما ميشيفوسا على سفينته من قبل رماة جوسون.
قلب هذا النصر للأدميرال إي في معركة ميونغ يانغ مجرى الحرب بأكملها ضد اليابانيين، تم قطع قواتهم الإمدادات عن قواتهم البرية التي كانت على وشك غزو هانسونغ، وأجبرت على الانسحاب. اليوم، يتم الاحتفال بهذه المعركة في كوريا باعتبارها واحدة من أعظم انتصارات الأدميرال إي.

#### المعركة النهائية وموت الأدميرال إي

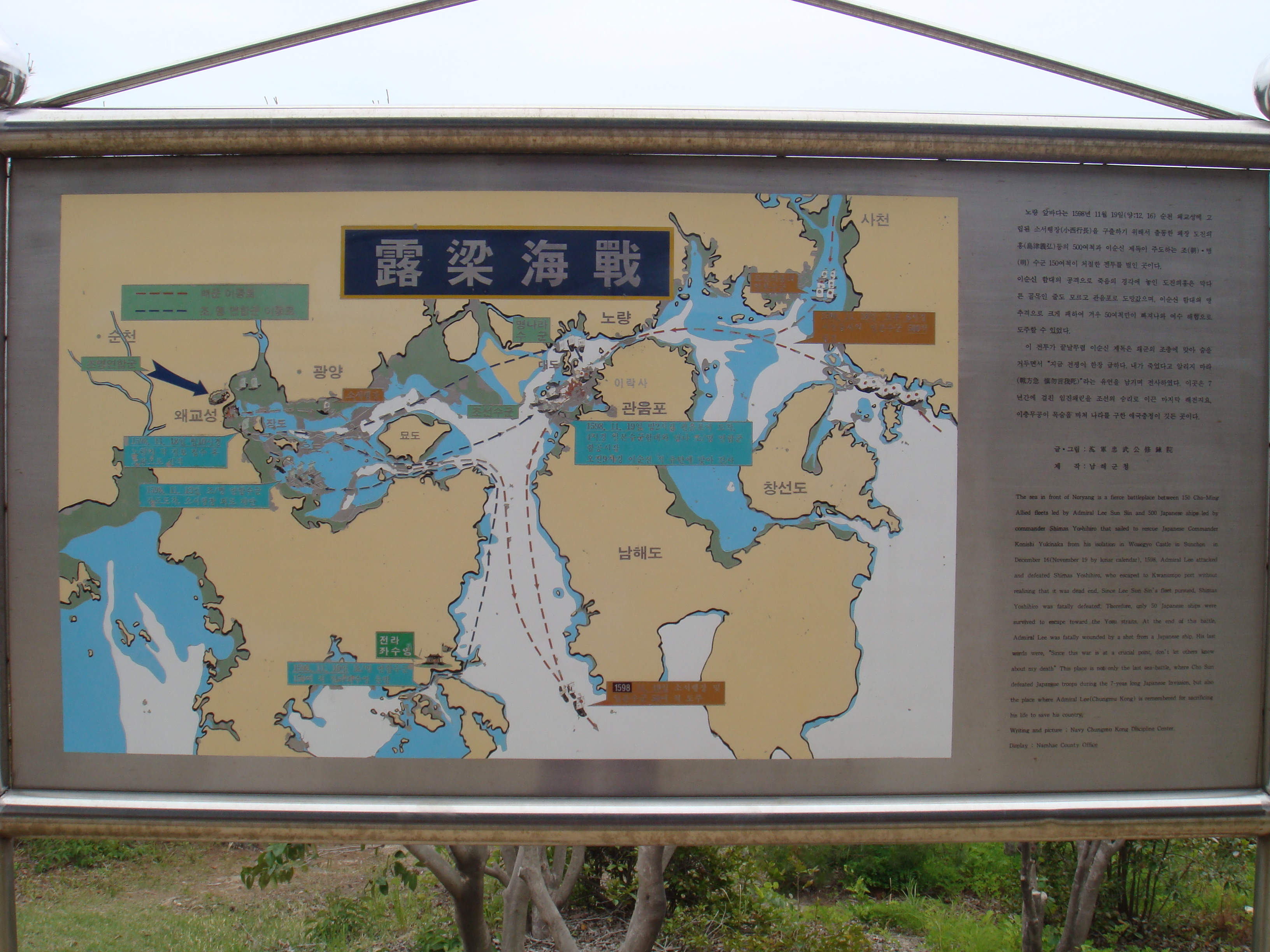
خريطة توضح تحركات القوات البحرية في المعركة.

في 15 ديسمبر 1598، تم تجميع أسطول ياباني ضخم تحت قيادة شيمازو يوشيهيرو، في خليج ساتشيون، على الطرف الشرقي من مضيق نوريانغ. كان هدف شيمازو هو كسر حصار القوات المتحالفة على كونيشي يوكيناجا، والانضمام إلى الأسطولين، والإبحار إلى اليابان. في غضون ذلك، كان الأميرال إي يعرف بالضبط مكان شيمازو، بعد تلقي تقارير من المستطلعين والصيادين المحليين.
في ذلك الوقت، كان أسطول جوسون يتألف من 82 سفينة بانكسيون وثلاث من سفن السلحفاة، مع 8000 جندي تحت إمرة الأدميرال إي. أما أسطول مينغ فتألف من ستة سفن حربية كبيرة، و57 سفينة حربية أخف وزنا  واثنين من البانوكسيون التين قدمهما الأدميرال إي إلى تشين لين، مع 5000 جندي من سرب غوانغدونغ و 2600 من مشاة البحرية التابعين لمينغ الصين الذين حاربوا على متن سفن جوسون.
بدأت المعركة في الساعة الثانية من صباح يوم 16 كانون الأول 1598. ومثل معارك الأدميرال إي السابقة، لم يتمكن اليابانيون من الرد بشكل فعال على التكتيكات الكورية. أدى ضيق مضيق نوريانغ إلى إعاقة الحركة الجانبية، ومنعت مناورات إي جنود الأسطول الياباني من الصعود إلى سفن أعدائهم والإشتباك عن قرب، وهو تكتيكهم الأساسي في البحر.
مع تراجع اليابانيين، أمر الأدميرال إي بمطاردة قوية. خلال هذا الوقت، أصابت رصاصة قربينة طائشة من سفينة معادية الأدميرال إي، بالقرب من إبطه الأيسر. أحس الأدميرال إي بأن الجرح كان مميتًا، وخوفًا من تكرار معركة تشيلتشونريانج، لفظ الأدميرال كلماته الأخيرة (يُقال لإبنه وإبن أخيه): «الحرب في أوجها - ارتدي درعي وأضرب الطبول الحربية. لا تعلن عن وفاتي». ومات بعدها بلحظات.
شهد شخصان فقط موت الأدميرال إي: إي هوي، الابن الأكبر لـإي، وإي وان، ابن أخيه. كافح نجل الأميرال إي وابن أخيه لاستعادة رباطة جأشهما وحمل جثة الأميرال إلى مقصورته قبل أن يلاحظ الآخرون. ولبقية المعركة، ارتدى إي وان درع عمه واستمر في ضرب طبل الحرب لتشجيع المطاردة.

#### تشين لين
{{خلال المعركة، كان  تشين لين وإي صديقين وحليفين، ساعدوا بعضهم البعض وأنقذوا بعضهم البعض عدة مرات. عندما دعا تشين لين الأدميرال إي ليشكره على قدومه لمساعدته بعد المعركة، قابله إي وان، الذي أعلن عن وفاة عمه. يقال إن تشن نفسه أصيب بصدمة شديدة لدرجة أنه سقط على الأرض ثلاث مرات ضاربًا صدره وباكيًا. انتشرت أخبار وفاة الأدميرال إي بسرعة في جميع أنحاء الأسطول المتحالف، ونعى الجميع من جوسون والصين الأدميرال إي بحزن شديد. أبلغ تشين لين في وقت لاحق أنباء وفاة إي إلى الإمبراطور وانلي، حيث منح الإمبراطور الهدايا والتشريفات لتشن وإي. ومنذ ذلك الحين، يتم إحياء ذكرى الأدميرالان إي وتشن كأبطال وطنيين في كوريا. تم استقبال أحفاد تشن لاحقًا في كوريا لبدء عشيرة غوانغدونغ جين "Gwangdong Jin"، تكريمًا لمساهمات تشين لين في هزيمة اليابانيين وصداقته مع إي سن شن.
أعيد جثمان الأدميرال إي إلى مسقط رأسه في أسان ليدفن بجانب والده إي جونغ (وفقًا للتقاليد الكورية). تم تشييد الأضرحة، الرسمية وغير الرسمية، على شرفه في جميع أنحاء كثيرة".

## الإرث

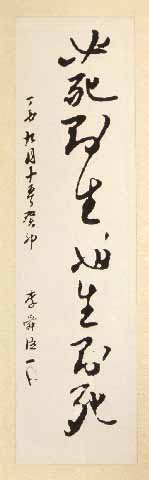
"Those willing to die will live, and those willing to live will die." (必死卽生, 必生卽死) – Admiral Yi. "أولئك الذين يرغبون في الموت سيعيشون والذين يرغبون في العيش سيموتون" الأدميرال إي.

يعتبر اليوم الأدميرال إي أحد أعظم أبطال كوريا.
على الرغم من حقيقة أنه لم يتلق تدريبًا بحريًا سابقًا، إلا أن الأدميرال إي لم يهزم أبدًا في البحر ولم يفقد سفينة واحدة تحت قيادته. جنبا إلى جنب مع تشين لين، ساعد إي بالفوز في معركة نوريانغ. قُتل إي في إحدى المعارك في نوريانغ.

### التقييم العسكري
يقول البعض أن إي هو نموذج لسلوك كل من الكوريين وحتى اليابانيين.
يعد بعض المؤرخين العسكريين مثل جوزيف كومينز وجورج ألكسندر بالارد إي على قدم المساواة مع الأدميرال هوراشيو نيلسون كواحد من أعظم القادة البحريين في التاريخ.
قارن الأدميرال جورج ألكسندر بالارد من البحرية الملكية البريطانية إي باللورد نيلسون من إنجلترا:
من الصعب على الإنجليز أن يعترفوا بأن نيلسون كان له من يضاهيه في مهنته، ولكن إذا كان يحق لأي رجل أن يتم اعتباره على هذا النحو، فيجب أن يكون هذا القائد البحري العظيم الآسيوي العرق الذي لم يعرف الهزيمة ومات في حضور العدو؛ القائد الذي يُمكن رسم مسارات غزوه من خلال آثار مئات من السفن اليابانية التي ترقد مع طاقمها الباسل في قاع البحر، قبالة سواحل شبه الجزيرة الكورية... ويبدو حقيقةً، وبدون مغالاة، بأنه لم يرتكب أي خطأ مطلقًا من البداية إلى النهاية، فكان عمله متكاملًا تحت كل مجموعة من الظروف المختلفة بحيث تحدى الإنتقادات... يمكن تلخيص حياته المهنية بأكملها بالقول على الرغم من أنه لم يكن له دروس من الماضي ليكون بمثابة مرشد، فقد شن حربًا على البحر كما يجب شنها لتسفر عن نتائج محددة، وانتهى بتقديم التضحية العليا مدافع عن بلده. (تأثير البحر في التاريخ السياسي لليابان، ص 66-67.)
اعتبر الأدميرال توغو الياباني الأدميرال إي رئيسه. في حفل أقيم على شرفه، اعترض توغو على خطاب قارنه باللورد نيلسون وإي سن شن.
 قد يكون من المناسب مقارنتي بنيلسون، ولكن ليس مع إي سن كوريا، لأنه لا مثيل له. (حرب إيميجن، بقلم صامويل هاولي، ص 490)
قبل معركة تسوشيما عام 1905، ذكر الملازم أول كوماندر كاوادا إيساو في مذكراته أن:
... بطبيعة الحال لا يسعنا إلا أن نذكر أنفسنا بـ إي سن شن كوريا، أول قائد للبحر في العالم، والذي كانت شخصيته الفائقة واستراتيجيته وابداعه وقدرته القيادية وذكائه وشجاعته كلها تستحق إعجابنا. (حرب إيميجن، بقلم صامويل هاولي، ص 490)
ذكر الأدميرال تيتسوتارو ساتو من البحرية الإمبراطورية اليابانية الأدميرال الكوري في كتابه الذي نشر عام 1908:
على مر التاريخ، كان هناك القليل من الجنرالات الذين أتقنوا تكتيكات الهجوم الأمامي والهجوم المفاجئ والتركيز والتمدد. يمكن اعتبار نابليون، الذي أتقن فن الحرب كليًا، مثال لهذا الجنرال، ومن بين الأدميرالات، يمكن تسمية عبقريين تكتيكيين آخرين: في الشرق، إي سن شن كوريا، وفي الغرب، هوراشيو نيلسون من إنجلترا. مما لا شك فيه أن أي هو القائد الأعلى للبحرية حتى على أساس الأدبيات المحدودة لحرب السبع سنوات، على الرغم من حقيقة أن شجاعته وتألقه غير معروفين لدى الغرب، حيث كان من سوء حظه أن ولد في مملكة جوسون. كل من يُقارن بإي يجب أن يكون شخص يمكن مقارنته بـ ميشيل دي رويتر من هولندا. نيلسون كان بعيدًا كل البعد عن إي من حيث الشخصية والنزاهة. كان إي مخترع السفينة الحربية المغطاة المعروفة باسم سفينة السلحفاة. لقد كان قائدًا عظيمًا حقًا وأستاذًا في التكتيكات البحرية منذ ثلاثمائة عام مضت. - تاريخ عسكري للإمبراطورية (باليابانية: 帝國 國防 史 論)، ص. 399

### ردود فعل حكومة جوسون
هزم الأدميرال إي قوات الغزو اليابانية مرارًا وتكرارًا في المعارك، مع الحفاظ على حياة جنوده واحترام أُسرِهم. كان إي مسنودًا من قبل شعب جوسون ليس فقط لانتصاراته، ولكن للطفه ومراعاته للمتضررين من صعوبات الحرب. كان لدى الناس إيمان كبير بالأدميرال إي وكان يُعتبر أكثر من مجرد أميرال.
على النقيض من ذلك، فشل ملك مملكة جوسون في الدفاع عن المملكة. كذلك يُعتَقد بأنه تم التلاعب بالملك من قبل الوزراء للتخلص من إي. حيث من المعقول الإعتقاد بأن الملك سيونجو ومحكمته كانوا يخشون بأن تصبح انتصارات الأدميرال إي وسمعته بين الناس أساس لثورة. دافع رئيس الوزراء ريو سونغ ريونغ، وصديق إي المخلص، عن الأدميرال الذي نجا من الإعدام مرتين.
وتجدر الإشارة أيضًا إلى أنه وفقًا لمقالة حديثة لجريدة (تشوسون إيلبوChoson Ilbo)، اكتشف المؤرخون سجلات حكومية مكتوبة لرد فعل حكومة جوسون على وفاة الأدميرال إي. تظهر السجلات أن تعبير وجه الملك سونجو كان «تعبيرًا فارغًا»، ولم يبد أي علامات حزن أو صدمة. تقريبًا جميع الجوائز التي مُنحت للأدميرال إي كانت بعد وفاته.

## في الثقافة الحديثة

### السينما والتلفزيون
تم تصوير حياة إي في فلمين سينمائيين، كلاهما بعنوان Seong-ung Yi Sun-sin أو "The Saintly Hero Yi Sun-sin" البطل القديس إي سن شن. الأول كان فيلم بلأبيض والأسود عام 1962، والثاني تم إنتاجه بالألوان في عام 1971 بلإستناد إلى يومياته في الحرب.
في 2005 صور فيلم كوري بعنوان Heaven's Soldiers ل(باكوري: 천군) من إخراج مين جون-كي، صور الشاب إي سن شن يقاتل قبائل الجورشن، جنبًا إلى جنب مع القرويين المحليين والجنود الكوريون من الشمال والجنوب الذين سافروا عبر الزمن، من 2005 إلى 1572، مع مذنب هالي. على غير العادة، قدم الفيلم إي كشاب ماكر وغريب الأطوار قليلاً، بدلاً من كونه بطلًا صارمًا متميزًا، وتقع الأحداث قبل عقدين من حرب إمجين. حقق الفيلم، (7-8 مليون دولار)، نجاحًا تجاريًا نسبيًا في عام 2005.
من 4 سبتمبر 2004 إلى 28 أغسطس 2005، تم بث مسلسل درامي من 104 حلقة على قناة KBS. العرض، بعنوان Immortal Admiral Yi Sun-sin (بالكوري: 불멸 의 이순신)(الأدميرال الخالد: إي سن شن)، تناول في الغالب الأحداث المتعلقة بالغزو الياباني لكوريا، بالإضافة إلى حياة الأدميرال. أصبحت هذه الدراما شهيرة في الصين وتم بثها في قنوات معينة في الولايات المتحدة أيضًا.
تدور أحداث فيلم "The Admiral: Roaring Currents" لعام 2014 حول أحداث معركة ميونغنيانغ.

#### ممثلين لعبوا دور إي سن شن
- بارك جونغ هون في فيلم عام 2005 جنود السماء.
- كيم ميونغ-مين في المسلسل التلفزيوني 2004-2005 Immortal Admiral Yi Sun-Sin.
- يو دونغ-جيون في المسلسل التلفزيوني لعام 2013 Gu Family Book لصالح مؤسسة منهوا للإذاعة.
- تشوي مين سيك في فيلم الأدميرال: التيارات الهادرة لعام 2014.

### في الأدب
- ألهم إي كذلك الأعمال الأدبية. في عام 2001، حققت رواية كيم هون الأولى، (أغنية السيف"Song of the Sword")، نجاحًا تجاريًا وحاسمًا في كوريا الجنوبية. يصف الصحفي الذي تحول إلى روائي في كتابه أن إي وقف عمدًا في مقدمة سفينته في معركته الأخيرة جاعلًا نفسه هدفًا للمسلحين اليابانيين، معتقدًا أن إنهاء حياته بهذه الطريقة المشرفة يمكن أن يكون أفضل من مواجهة حيل سياسية أخرى كانت تنتظره في بلاط جوسون الملكي بعد الحرب. لهذا السرد الشعري من منظور الشخص الأول المكتوبة من منظور إي، حصل على جائزة Dongin الأدبية، وهي الجائزة الأدبية الأكثر شهرة في البلاد. ولهذا السرد الشعري من منظور الشخص الأول، والمكتوب من منظور إي، حصل كيم هون على جائزة Dongin الأدبية، وهي الجائزة الأدبية الأكثر شهرة في البلاد.

### القصص المصورة
- ظهر إي كبطل رمزي لسلسلة روايات مصورة من الخيال التاريخي، من إنتاج Onrie Kompan Productions منذ عام 2009.

### الألعاب الإلكترونية
- يظهر إي سن شن كشخصية رامي قابلة للعب في لعبة الفيديو موبايل ليجيندز: بانغ بانغ.
- يظهر في لعبة أيج أوف إمبايرز 2: ذا كونكرز حيث يمكن للاعب فيه تولي دور إي.

## جوائز تحمل اسم إي

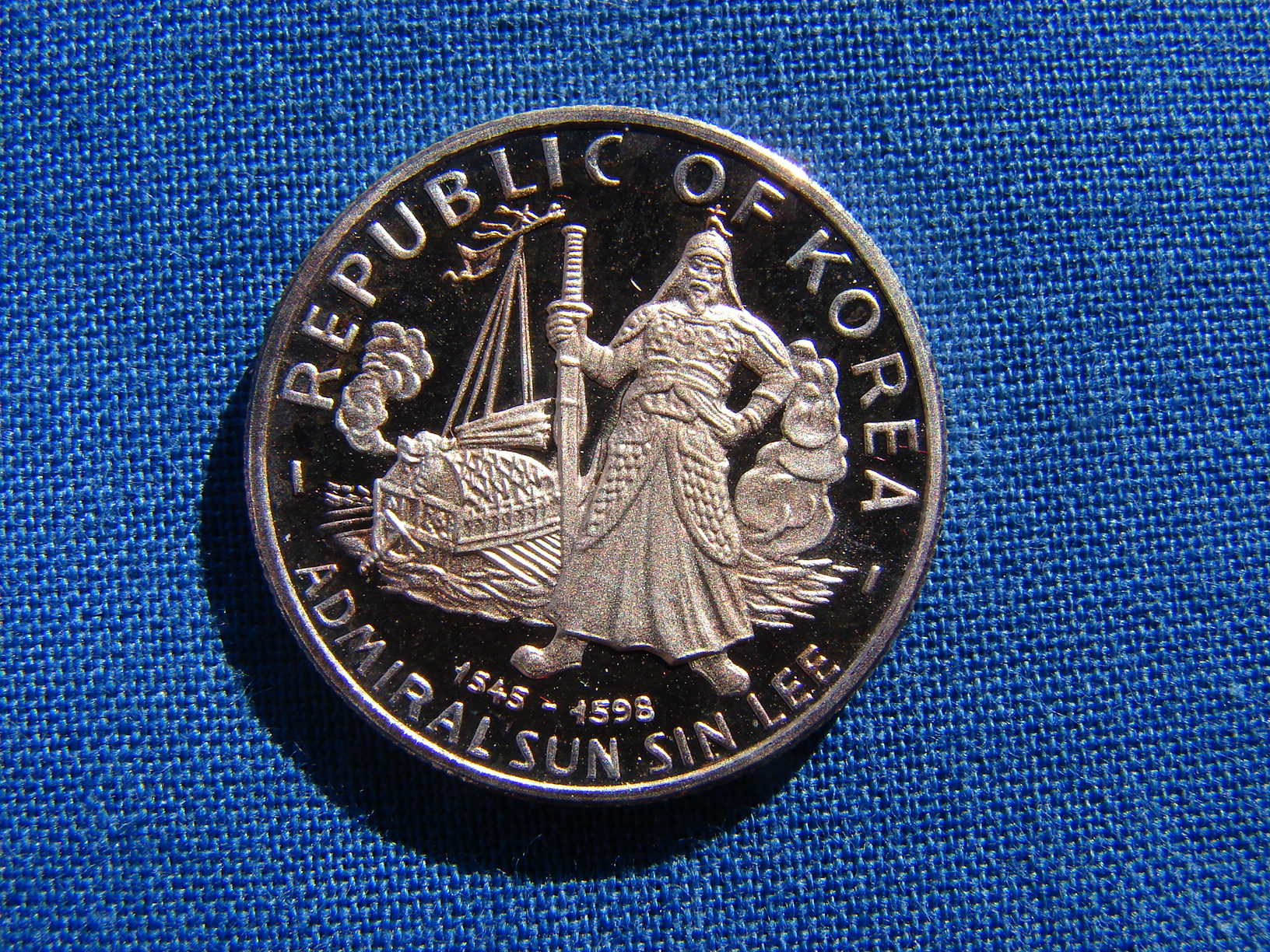
عملة كوريا ال 100 وون في 1970 تكريمًا لذكرى الأدميرال إي سن شن

- على الرغم من تجاهل البلاط الملكي الكوري لنجاحاته في كثير من الأحيان خلال حياته، إلا أنه بعد وفاته تم منحه العديد من الأوسمة، بما في ذلك لقب دوق الولاء والحرب (충무공; 忠武公 Chungmugong)، كذلك وسام الاستحقاق العسكري من الدرجة الأولى في عهد سيونجو، وغيرها من الألقاب والمناصب.

يستخدم لقب الأدميرال يي بعد وفاته، دوق الولاء والحرب، كثالث أعلى وسام عسكري في كوريا الجنوبية. تم منحه بعد وفاته لقب Prince of Deokpung Chungmuro. في كوريا الشمالية، يمنح الجيش وسام الأدميرال إي سن شن (이순신 장군 훈장) إلى الضباط والقادة البحريين لقيادتهم المتميزة 
تم نصب تماثيل عديدة للأدميرال إي في وسط سيجونغنو في سول (تمثال الأدميرال إي سن شن) وفي برج بوسان في بوسان.
تمت تسمية مدينة تشونغمو الواقعة على الساحل الجنوبي لكوريا، والتي أعيدت تسميتها الآن باسم تونغيونغ، تكريما للقبه بعد الوفاة وموقع مقره الرئيسي. بالإضافة إلى ذلك، تم تسمية شارع في وسط مدينة سول بإسمه، وتم بناء جسر إي سن شن بالقرب من يوسو وافتتح أمام حركة المرور في 10 مايو 2012، ليصبح أطول جسر معلق في كوريا.
أوّل مدمرة تدخل الخدمة في كوريا الجنوبية، من فئة المدمرات البحرية KDX-II، سُميّت بـ«تشونغموغونغ إي سن شن».
تم تسمية نمط ITF للتايكواندو على اسم إي بعد الوفاة، تشونغمو.
يظهر تصوير الأدميرال إي على واجهة عملة ال100 وون في كوريا الجنوبية.

## النسب

### الأسلاف
| \| \| \| \| \| \| \| \| \| \| \| \| \| \| \| \| \| \| \| \| 16. إي هيو جو 이효조 (李孝組) \| \| \| \| \| \| \| \| \| \| \| \| \| \| \| \| \| \| \| \| \| \| \| \| \| \| \| \| \| \| \| \| \| \| \| \| \| \| \| \| \| \| \| \| \| \| \| \| \| \| \| \| \| \| 8. إي غو 이거 (李琚) \| \| \| \| \| \| \| \| \| \| \| \| \| \| \| \| \| \| \| \| \| \| \| \| \| \| \| \| \| \| \| \| \| \| \| \| \| \| \| \| \| \| \| \| \| \| \| \| \| \| \| \| \| \| 17. السيدة كي 기씨 (奇氏) \| \| \| \| \| \| \| \| \| \| \| \| \| \| \| \| \| \| \| \| \| \| \| \| \| \| \| \| \| \| \| \| \| \| \| \| \| \| \| \| \| \| \| \| \| \| \| \| \| \| \| \| \| \| 4. إي بايك روك 이백록 (李百祿) \| \| \| \| \| \| \| \| \| \| \| \| \| \| \| \| \| \| \| \| \| \| \| \| \| \| \| \| \| \| \| \| \| \| \| \| \| \| \| \| \| \| \| \| \| \| \| \| \| \| \| \| \| \| 18. جن سي بون 진세번 \| \| \| \| \| \| \| \| \| \| \| \| \| \| \| \| \| \| \| \| \| \| \| \| \| \| \| \| \| \| \| \| \| \| \| \| \| \| \| \| \| \| \| \| \| \| \| \| \| \| \| \| \| \| 9. السيدة جن 진씨 (陳氏) \| \| \| \| \| \| \| \| \| \| \| \| \| \| \| \| \| \| \| \| \| \| \| \| \| \| \| \| \| \| \| \| \| \| \| \| \| \| \| \| \| \| \| \| \| \| \| \| \| \| \| \| \| \| 2. إي جونغ (이정 李貞) الأمير دوكيون الداخلي (덕연부원군 德淵府院君) \| \| \| \| \| \| \| \| \| \| \| \| \| \| \| \| \| \| \| \| \| \| \| \| \| \| \| \| \| \| \| \| \| \| \| \| \| \| \| \| \| \| \| \| \| \| \| \| \| \| \| \| \| \| 10. بيون سونغ 변성 \| \| \| \| \| \| \| \| \| \| \| \| \| \| \| \| \| \| \| \| \| \| \| \| \| \| \| \| \| \| \| \| \| \| \| \| \| \| \| \| \| \| \| \| \| \| \| \| \| \| \| \| \| \| 5. السيدة بيون 변씨 (卞氏) \| \| \| \| \| \| \| \| \| \| \| \| \| \| \| \| \| \| \| \| \| \| \| \| \| \| \| \| \| \| \| \| \| \| \| \| \| \| \| \| \| \| \| \| \| \| \| \| \| \| \| \| \| \| 1. إي سن شن 이순신 (李舜臣) \| \| \| \| \| \| \| \| \| \| \| \| \| \| \| \| \| \| \| \| \| \| \| \| \| \| \| \| \| \| \| \| \| \| \| \| \| \| \| \| \| \| \| \| \| \| \| \| \| \| \| \| \| \| 6. بيون سو رم 변수림 (卞守琳) \| \| \| \| \| \| \| \| \| \| \| \| \| \| \| \| \| \| \| \| \| \| \| \| \| \| \| \| \| \| \| \| \| \| \| \| \| \| \| \| \| \| \| \| \| \| \| \| \| \| \| \| \| \| 3. السيدة بيون (변씨 卞氏) السيدة جونغيونغ (정경부인 貞敬夫人) \| \| \| \| \| \| \| \| \| \| \| \| \| \| \| \| \| \| \| \| \| \| \| \| \| \| \| \| \| \| \| \| \| \| \| \| \| \| \| \| \| \| \| \| \| \| \| \| \| \| \| \| |                                                                      |  |  |  |  |  |  |  |  |  |  |  |  |  |  |  |
| |                                                                      |  |  |  |  |  |  |  |  |  |  |  |  |  |  |  |
| | 16. إي هيو جو 이효조 (李孝組)                                        |  |  |  |  |  |  |  |  |  |  |  |  |  |  |  |
| |                                                                      |  |  |  |  |  |  |  |  |  |  |  |  |  |  |  |
| |                                                                      |  |  |  |  |  |  |  |  |  |  |  |  |  |  |  |
| | 8. إي غو 이거 (李琚)                                                 |  |  |  |  |  |  |  |  |  |  |  |  |  |  |  |
| |                                                                      |  |  |  |  |  |  |  |  |  |  |  |  |  |  |  |
| |                                                                      |  |  |  |  |  |  |  |  |  |  |  |  |  |  |  |
| | 17. السيدة كي 기씨 (奇氏)                                            |  |  |  |  |  |  |  |  |  |  |  |  |  |  |  |
| |                                                                      |  |  |  |  |  |  |  |  |  |  |  |  |  |  |  |
| |                                                                      |  |  |  |  |  |  |  |  |  |  |  |  |  |  |  |
| | 4. إي بايك روك 이백록 (李百祿)                                       |  |  |  |  |  |  |  |  |  |  |  |  |  |  |  |
| |                                                                      |  |  |  |  |  |  |  |  |  |  |  |  |  |  |  |
| |                                                                      |  |  |  |  |  |  |  |  |  |  |  |  |  |  |  |
| | 18. جن سي بون 진세번                                                 |  |  |  |  |  |  |  |  |  |  |  |  |  |  |  |
| |                                                                      |  |  |  |  |  |  |  |  |  |  |  |  |  |  |  |
| |                                                                      |  |  |  |  |  |  |  |  |  |  |  |  |  |  |  |
| | 9. السيدة جن 진씨 (陳氏)                                             |  |  |  |  |  |  |  |  |  |  |  |  |  |  |  |
| |                                                                      |  |  |  |  |  |  |  |  |  |  |  |  |  |  |  |
| |                                                                      |  |  |  |  |  |  |  |  |  |  |  |  |  |  |  |
| | 2. إي جونغ (이정 李貞) الأمير دوكيون الداخلي (덕연부원군 德淵府院君) |  |  |  |  |  |  |  |  |  |  |  |  |  |  |  |
| |                                                                      |  |  |  |  |  |  |  |  |  |  |  |  |  |  |  |
| |                                                                      |  |  |  |  |  |  |  |  |  |  |  |  |  |  |  |
| | 10. بيون سونغ 변성                                                   |  |  |  |  |  |  |  |  |  |  |  |  |  |  |  |
| |                                                                      |  |  |  |  |  |  |  |  |  |  |  |  |  |  |  |
| |                                                                      |  |  |  |  |  |  |  |  |  |  |  |  |  |  |  |
| | 5. السيدة بيون 변씨 (卞氏)                                           |  |  |  |  |  |  |  |  |  |  |  |  |  |  |  |
| |                                                                      |  |  |  |  |  |  |  |  |  |  |  |  |  |  |  |
| |                                                                      |  |  |  |  |  |  |  |  |  |  |  |  |  |  |  |
| | 1. إي سن شن 이순신 (李舜臣)                                          |  |  |  |  |  |  |  |  |  |  |  |  |  |  |  |
| |                                                                      |  |  |  |  |  |  |  |  |  |  |  |  |  |  |  |
| |                                                                      |  |  |  |  |  |  |  |  |  |  |  |  |  |  |  |
| | 6. بيون سو رم 변수림 (卞守琳)                                        |  |  |  |  |  |  |  |  |  |  |  |  |  |  |  |
| |                                                                      |  |  |  |  |  |  |  |  |  |  |  |  |  |  |  |
| |                                                                      |  |  |  |  |  |  |  |  |  |  |  |  |  |  |  |
| | 3. السيدة بيون (변씨 卞氏) السيدة جونغيونغ (정경부인 貞敬夫人)       |  |  |  |  |  |  |  |  |  |  |  |  |  |  |  |
| |                                                                      |  |  |  |  |  |  |  |  |  |  |  |  |  |  |  |
| |                                                                      |  |  |  |  |  |  |  |  |  |  |  |  |  |  |  |

### الأسرة
- الزوجة: السيدة بانغ من عشيرة سانغجو بانغ (상주 방씨)، أنجبت:
  - إي هوي (이회).
  - إي يي (이예).
  - إي ميون (이면).
  - ابنة.
- محظية: السيدة أوه من عشيرة هايجو أوه (해주 오씨)، أنجبت:
  - إي هن (이훈).
  - إي شن (이신).
  - ابنة.
  - ابنة ثانية.

## وصلات خارجية
- إي سن شن على موقع الموسوعة البريطانية (الإنجليزية)
- مؤسسة بحوث إي سن شن التابعة لجامعة سن تشن هيانغ.
- تشنغموغونغ، موقع إي سن شن للسياحة في مقاطعة غيونغسانغ الجنوبية.
- الأدميرال العظيم إي سن شن، موقع إي سن شن التابع لمدينة آسان.